# Георгій (Кониський)
Гео́ргій (в миру Григо́рій Осипович Кони́ський; 20 (9) листопада 1717, Ніжин (тепер Чернігівська область) — 13 (2) лютого 1795, Могильов, Білорусь) — філософ, письменник, проповідник, церковний і культурний діяч українського походження. Свого часу єдиний православний єпископ на території Речі Посполитої.

## Життєпис
Походив з шляхетської родини Кониських. Освіту здобув у Київській Академії (1728–1743).
1745 р. став професором цієї академії. Викладав піїтику, риторику, філософію.
1751 (за ін. даними, 1752) року став ректором Київської Академії.
1755 р. переїхав до Могильова, де був єпископом. 27 червня 1765 р. в меморіалі до короля Станіслава Августа Понятовського скаржився на діяльність місіонера-домініканця, префекта в Рожаному Стоці Вавжинця (у світі Юзефа) Овлочимського (Овлучинського) гербу Сухекомнати та єзуїта Заремби.
З 1783 р. — архієпископ білоруський.
Заснував (1757 р.) та опікувався Могилівською семінарією.
Обстоював інтереси православної церкви, виступав проти унії і за навернення уніатів на православ'я.

## Твори
Автор віршів, надрукованих у підручнику поетики, драми «Воскресіння мертвих» (поставлена 1747 р. у Київській Академії, опублікована в «Летописях русской литературы», 1860 р.). До драми додано 5 інтермедій соціально-побутового змісту, в яких звучить жива народна мова, український гумор. Йому належать численні проповіді, курс піїтики, два рукописні курси філософії.
Автор ряду історичних праць: «Prawa і wolnosci obywateluw korony Polskiey і w ks. Litewskiego…» (1767 р.), «Историческое известие о Белорусской епархии» (1776 р.), «Записка о том, что в России до конца XVI в. не было унии с Римской церковью» (1847 р.).
Дослідники відзначають, що вірші Кониського написані в стилі бароко, а в проповідях він схилявся до простішого класичного стилю.
Твори Кониського були видані у Петербурзі 1835 року у двох томах, а проповіді опубліковані окремим виданням 1892-го.
Деякі історики приписували Г. Кониському авторство «Історії Русів».

### Видання творів
- Філософські твори в 2-х томах. Київ, 1990. Том 1 [Архівовано 8 грудня 2021 у Wayback Machine.] Том 2 [Архівовано 8 грудня 2021 у Wayback Machine.]

## Пам'ять, канонізація
26 серпня 1993 р. рішенням Синоду Білоруської Православної Церкви Георгія Кониського було причислено до лику місцевошанованих святих.
Беручи до уваги рішення Синоду Білоруської Православної Церкви (у складі Московського Патріархату) від 26 серпня 1993 р. про причислення святителя Георгія (Кониського), архієпископа Могилівського і Білоруського, до лику місцевошанованих святих Білоруської Православної Церкви, враховуючи прохання Чернігівської єпархії, уродженцем якої був святитель Георгій, Священний Синод Української Православної Церкви Київського Патріархату благословив місцеве шанування у Чернігівській єпархії святителя Георгія (Кониського).